# Nancy Lyle
Nancy Margaret Lyle Glover, angleška tenisačica, * 26. februar 1910, London, † 1986.
V posamični konkurenci je največji uspeh dosegla leta 1935, ko se je uvrstila v finale turnirja za Prvenstvo Avstralije, kjer jo je v treh nizih premagala Dorothy Round. Na turnirjih za Amatersko prvenstvo Francije se je najdlje uvrstila v četrtfinale leta 1934, kot tudi na turnirjih za Nacionalno prvenstvo ZDA leta 1935, na turnirjih za Prvenstvo Anglije pa v tretji krog. V konkurenci ženskih dvojic je leta 1935 osvojila turnir za Prvenstvo Avstralije skupaj s Evelyn Dearman. Na turnirjih za Amatersko prvenstvo Francije in Prvenstvo Anglije se je najdlje uvrstila v četrtfinale. V konkurenci mešanih dvojic je največji uspeh dosegla leta 1935, ko se je uvrstila v polfinale turnirja za Prvenstvo Avstralije.

## Finali Grand Slamov

### Posamično (1)

#### Porazi (1)
| Leto | Turnir               | Nasprotnica v finalu | Rezultat finala |
| 1935 | Prvenstvo Avstralije | Dorothy Round        | 6–1, 1–6, 3–6   |

### Ženske dvojice (1)

#### Zmage (1)
| Leto | Turnir               | Partnerica     | Nasprotnici v finalu             | Rezultat finala |
| 1935 | Prvenstvo Avstralije | Evelyn Dearman | Louie Bickerton Nell Hall Hopman | 6–3, 6–4        |